# Megasoma anubis
Megasoma anubis är en skalbaggsart som beskrevs av Louis Alexandre Auguste Chevrolat 1836. Megasoma anubis ingår i släktet Megasoma och familjen Dynastidae. Inga underarter finns listade i Catalogue of Life.

## Bildgalleri

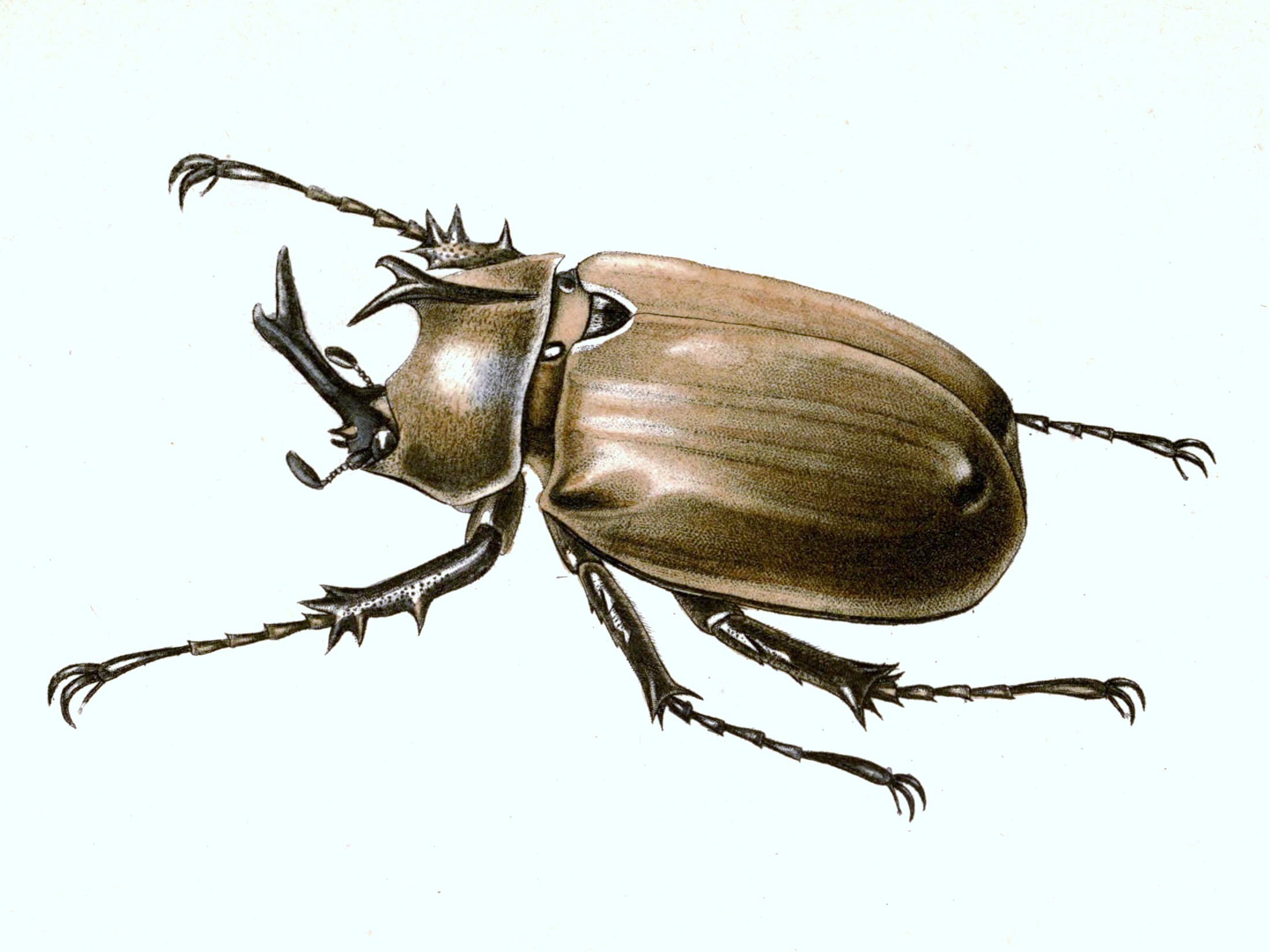
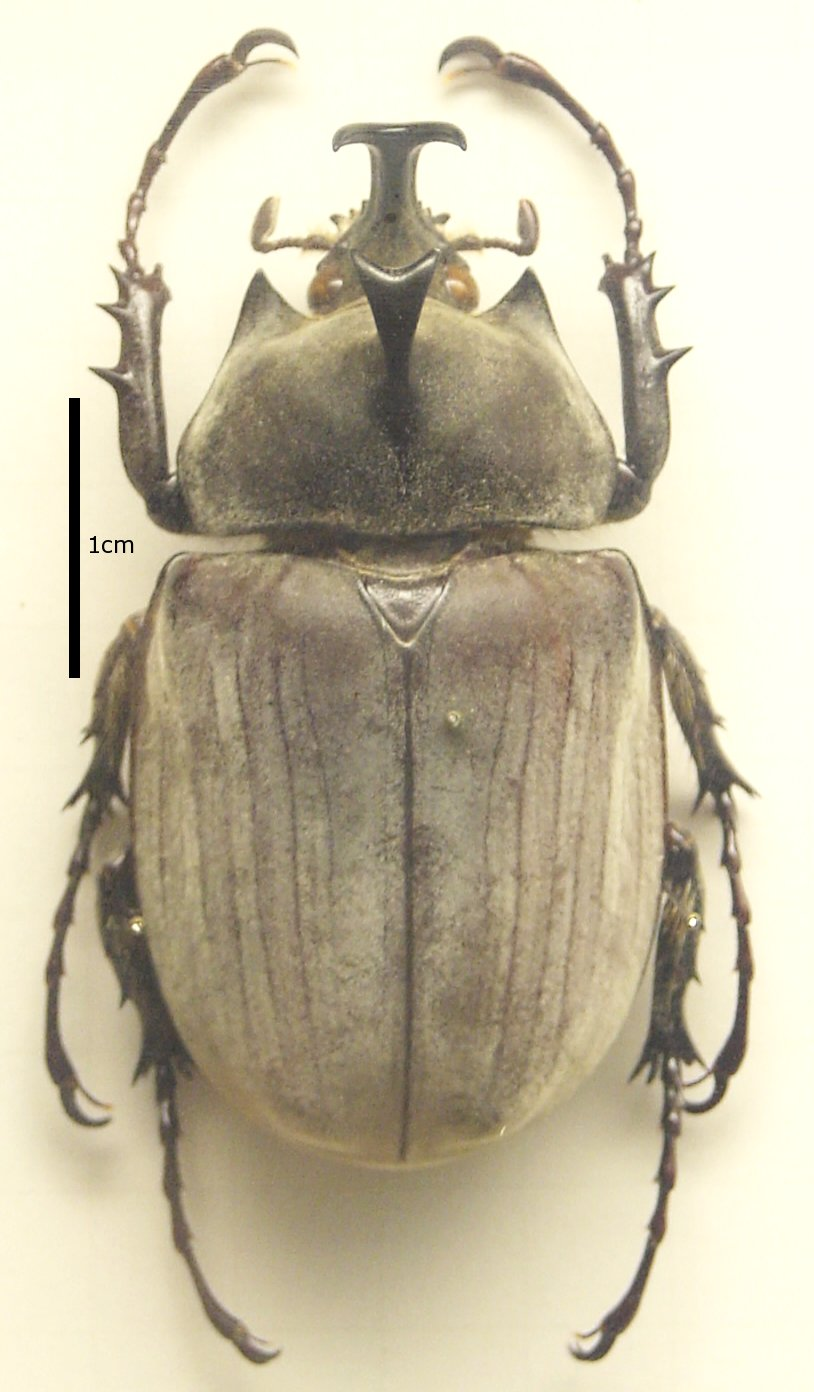